# Octylgruppe

Octylgruppe, die an eine nicht näher spezifizierte Gruppe oder ein Atom X gebunden ist

Eine Octylgruppe ist eine Atomgruppe der organischen Chemie. Es handelt sich um eine Alkylgruppe aus acht konsekutiven Kohlenstoffatomen, die insgesamt 17 Wasserstoffatome tragen. Zusätzlich weist die Octylgruppe eine freie Valenz auf. 

## Octyl-Verbindungen
Viele Verbindungen enthalten Octylgruppen, wobei die freie Valenz an unterschiedliche Atome gebunden ist. Dazu gehören 1-Chloroctan und 1-Bromoctan, bei denen die Gruppe an ein Halogenatom gebunden ist, 1-Octanol, der zusätzlich eine Hydroxygruppe aufweist, sowie dessen Ester wie beispielsweise Octylacetat.

## Verwendung
Als mittellange unpolare Gruppe eignet sich die Octylgruppe als hydrophober Teil für nichtionische Tenside, beispielsweise Octylglycolether oder Octylglucosid.